# Elaphognathia ferox
Elaphognathia ferox là một loài chân đều trong họ Gnathiidae. Loài này được Haswell miêu tả khoa học năm 1884.